# Marathon van Parijs 1989
De marathon van Parijs 1989 werd gelopen op zondag 30 april 1989. Het was de veertiende editie van deze marathon.
De wedstrijd bij de mannen werd gewonnen door de Welsh Stephen Brace. Hij kwam over de streep in 2:13.03 en won hiermee $ 23.700 aan prijzengeld. De Japanse Kazue Kojima zegevierde bij de vrouwen in 2:29.23.
In totaal finishten 7705 marathlopers de wedstrijd. Het parcours was grotendeels gelijk aan de versie in 1988.

## Uitslagen

### Mannen
| rang   | naam                | land | tijd    |
| ------ | ------------------- | ---- | ------- |
| Goud   | Stephen Brace       | WAL  | 2:13.03 |
| Zilver | Pavel Klimes        | TCH  | 2:13.06 |
| Brons  | Peter Daenens       | BEL  | 2:13.42 |
| 4      | Toshihiro Shibutani | JPN  | 2:14.05 |
| 5      | Jose Silva          | POR  | 2:14.08 |
| 6      | Takahiro Izumi      | JPN  | 2:14.20 |
| 7      | Pascal Zilliox      | FRA  | 2:15.52 |
| 8      | Zoltan Koszegi      | HUN  | 2:16.37 |
| 9      | Wieslaw Furmanek    | POL  | 2:16.45 |
| 10     | Paulo Catarino      | POR  | 2:16.57 |

### Vrouwen
| rang   | naam              | land | tijd    |
| ------ | ----------------- | ---- | ------- |
| Goud   | Kazue Kojima      | JPN  | 2:29.23 |
| Zilver | Cathy O'Brien     | USA  | 2:31.14 |
| Brons  | Nelly Aerts       | BEL  | 2:33.58 |
| 4      | Albertina Machado | POR  | 2:38.45 |
| 5      | Felicidade Sena   | POR  | 2:44.39 |
| 6      | Kayoko Narutomi   | JPN  | 2:48.51 |
| 7      | Shizuko Yukawa    | JPN  | 2:49.37 |
| 8      | Isabelle Leclerc  | FRA  | 2:52.49 |

1976 ·
1977 ·
1978 ·
1979 ·
1980 ·
1981 ·
1982 ·
1983 ·
1984 ·
1985 ·
1986 ·
1987 ·
1988 ·
1989 ·
1990 ·
1991 ·
1992 ·
1993 ·
1994 ·
1995 ·
1996 ·
1997 ·
1998 ·
1999 ·
2000 ·
2001 ·
2002 ·
2003 ·
2004 ·
2005 ·
2006 ·
2007 ·
2008 ·
2009 ·
2010 ·
2011 · 
2012 · 
2013 ·
2014 ·
2015 ·
2016 ·
2017